# レナ (小惑星)
レナ (789 Lena) は小惑星帯にある小惑星。グリゴリー・ネウイミンがクリミア半島のシメイズ天文台で発見した。ネウイミンの母エレナ・ペトロヴナ・ネウイミナに因んで名付けられた（「レナ」は「エレナ」の短縮形）。
エウノミア族と同じような軌道を回っているが、X型小惑星であるため、S型小惑星で構成されたエウノミア族のメンバーではないと考えられている。また、珍しいライトカーブを持ち、これはレナが非常にいびつな形であるか自転が非常に遅い（22時間以上）かのどちらか、または両方を示している。